# Kakeru Higuchi
Kakeru Higuchi (japanisch 樋口 叶 Higuchi Kakeru; * 23. April 2001 in Yamae, Präfektur Kumamoto) ist ein japanischer Fußballspieler.

## Karriere
Kakeru Higuchi erlernte das Fußballspielen in den Jugendmannschaften vom Hitoyoshi FC und Roasso Kumamoto. Seinen ersten Vertrag unterschrieb er im Januar 2020 bei seinem Jugendverein Kumamoto. Der Verein aus der Präfektur Kumamoto spielte in der dritten japanischen Liga, der J3 League. Sein Profidebüt gab Kakeru Higuchi am 2. August 2020 im Heimspiel gegen den Fukushima United FC. Hier wurde er in der 68. Minute für Hikaru Nakahara eingewechselt. 2021 feierte er mit Kumamoto die Meisterschaft der dritten Liga und den Aufstieg in die zweite Liga. Am 1. Februar 2022 wechselte er auf Leihbasis zum Viertligisten Kōchi United SC. Für den Verein aus Kōchi bestritt er 25 Ligaspiele. Nach der Ausleihe wurde er im Februar 2023 fest von Kōchi unter Vertrag genommen. Am Ende der Saison 2024 wurde er mit dem Verein Vizemeister und qualifizierte sich für die Aufstiegsspiele zur dritten Liga. Hier konnte man sich gegen den Drittligisten YSCC Yokohama durchsetzen und stieg somit in die dritte Liga auf. Nach dem Aufstieg verließ er den Verein und schloss sich im Januar 2025 dem Drittligisten AC Nagano Parceiro an.

## Erfolge
Roasso Kumamoto
- Japanischer Drittligameister: 2021  ▲

Kōchi United SC
- Japanischer Viertligavizemeister: 2024  ▲